# Bathysabellaria neocaledoniensis
Bathysabellaria neocaledoniensis är en ringmaskart som beskrevs av Lechapt och Gruet 1993. Bathysabellaria neocaledoniensis ingår i släktet Bathysabellaria och familjen Sabellariidae. Inga underarter finns listade i Catalogue of Life.